# Janežič
Janežič je 65. najbolj pogost priimek v Sloveniji, ki ga je po podatkih Statističnega urada Republike Slovenije na dan 1. januarja 2010 uporabljalo 1.604 oseb.

## Znani nosilci priimka
- Adriana Janežič, zamejska manjšinska delavka (SLORI, Antifašistična zveza partizanov Italije)
- Adriano Janežič (*1972), ilustrator, karikaturist
- Aleksander Janežič (1925—2012), zdravnik kardiolog, prof. MF
- Aleš Janežič (1796—?), podobar in pozlatar
- Andrej Janežič (1912—?), partizan prvoborec, kočevski odposlanec
- Anton Janežič (1828—1869), šolnik, jezikoslovec, literarni zgodovinar in slavist
- Anže Janežič (*1988), kajakaš in kanuist
- Dušanka Janežič (*1952), matematičarka, fizikalna kemičarka, ambasadorka znanosti RS
- Ferdo Janežič (1901—1973), gradbeni inž.
- Franc Janežič (1908—1999), agronom, fitopatolog, univ. profesor
- Helena Janežič (*1971), bibliotekarka, literarna zgodovinarka (NUK, D-fond)
- Igor Janežič (1934—2023), strojnik, prof. FS UL
- Ivan Janežič (1855—1922), teolog, publicist, pisatelj
- Klemen Janežič (*1989), igralec
- Janja Vrabec Janežič, likovna pedagoginja (UP)
- Janko Janežič (1914—1992), narodni delavec (avstrijska Koroška)
- Josephine Janežič (Josipina Marija Vehar), pisateljica, pedagoginja
- Jure Janežič (*1988), kajakaš in kanuist
- Konrad Janežič (1867—1945), pravnik, narodni delavec
- Leopold Liechtenberg Janežič (1781—1858), baron, posestnik in mecen
- Luka Janežič (*1995), atlet tekač
- Manica Janežič Ambrožič (*1973), novinarka in TV-voditeljica
- Marija Janežič (*1920), jezikoslovka leksikologinja, leksikografka
- Marija (Mojca) Janežič (1937—2023), veterinarka, dr. zn.
- Martin Janežič - Buco, tolkalist
- Nina Ivanišin Janežič (*1985), igralka
- Peter Janežič (1723—?), kipar in pozlatar
- Polona Janežič (*1980), pianistka/klaviaturistka, avtorica in izvajalka glasbe
- Rado Janežič (1927—2017), časnikar, urednik, narodni delavec na Koroškem
- Ruža Aćimović Janežič (1928—2021), zdravnica fiziatrinja, strokovnjakinja za rehabilitacijo invalidov (po možganski kapi) s pomočjo električne stimulacije
- Savo Janežič (1922—2018), gradbeni projektant, hidrotehnik
- Simon Janežič (1841—1908), narodni delavec, urednik
- Slavko Janežič (*1932), rudarski strokovnjak, hidrotehnik
- Slavko (Vekoslav) Janežič (1916—1988), zdravnik rentgenolog
- Stanko Janežič (1920—2010), ekumenski teolog, založnik, leksikograf, šolnik in pesnik
- Tia Janežič (*2004), smučarska tekačica
- Tina Janežič (*1974), farmacevtka, klovnesa, performerka, cirkusantka, igralka, plesalka/koreografinja
- Tomi Janežič (*1972), gledališki režiser
- Tomaž Janežič, plastični kirurg
- Valentin Janežič (1832—1908), vojaški zdravnik
- Vida Janežič-Lučka (1914—1944), narodna herojinja